# 옥션 (웹사이트)
옥션(영어: Auction)은 이준희, 이재훈 두사람을 중심으로, 1997년에 오픈된 대한민국 전자상거래 시장에서 최초로 인터넷 경매 서비스를 제공한 오픈 마켓 사이트이다. 국내 자본으로 시작한 사이트였지만 5년 뒤인 1700억에 매각되면서 전 세계적인 기업으로 성장하였다. 2001년 2월에 미국 세계최대 인터넷 경매업체인 이베이에 1700억에 인수되어 ㈜이베이옥션이 되었다. 2011년에 ㈜이베이G마켓과 합병하여 ㈜이베이코리아로 출범했다. 원래 경매 및 공동구매를 사업모델로 영위하던 사이트였지만 2002년 개편과 함께 온라인 마켓으로 사업모델을 바꾸고 ‘우리가 만드는 열린시장, 옥션’이라는 슬로건을 내걸었다.

## 사업모델
옥션의 사업모델에 가장 큰 변화가 있었던 것은 2002년 3월로, 경매와 공동구매만으로는 사업 수익성을 최대화할 수 없다고 판단, 온라인 마켓플레이스로 사업 구조를 개편했다. 공동구매 등은 매출은 높아지지만 비용도 많이 들기 때문에 수익성이 낮기 때문이었다. 즉 판매자들이 물건을 직접 기획하고 등록해서 운영하는 이마켓플레이스로 사업모델을 개편한 것인데 개편과 함께 2002년 2분기부터 흑자로 전환한 옥션은 2005년부터 영업이익률이 30%를 육박하기 시작했다.

## 사건 및 사고

### 옥션 개인정보 유출 사건
2008년 옥션 전체회원 1863만여명의 개인 정보가 유출되었다.
옥션은 자체적으로 2008년 2월 4일에 자사의 정보가 유출된 사실을 감지하였으나, 실제 피해규모보다 적은 1081만명의 정보만이 유출된 것으로 파악했다.
경찰은 조사 결과를 2010년 1월 말 옥션 측에 넘겨졌다. 하지만, 옥션은 이를 2개월여가 지난 2010년 3월 25일에 발표하였다. 옥션 측에서는 피해 데이터를 일일이 수작업으로 확인하느라 발표가 늦어졌다고 해명했다.
이 사건은 중국의 해커에 의해 이루어진 것으로 추정되며, 사이트간 요청 위조(CSRF) 공격 방식을 이용한 것으로 알려졌다. 해커는 옥션의 관리자들에게 공격 코드가 포함된 전자 우편을 대량으로 송신하였다. 관리자가 전자 우편을 읽는 순간 거기에 포함된 코드를 실행하게 되었고, 그 결과 해커는 관리자의 인증 정보를 얻었다. 해커는 이를 이용하여 옥션에 가입된 사용자들의 정보를 빼내었으며, 이후 유출된 개인정보를 인질로 옥션 측에 금전을 요구하였다.

## 스폰서
- 옥션 올킬 스타리그 2012 - 자유의 날개 기반으로 시작된 최초의 스타리그
- 2013 WCS 코리아 시즌 2 옥션 올킬 스타리그 - 군단의 심장 기반으로 치르고 WCS와 함께 시작한 최초의 스타리그

## 같이 보기
- G마켓
- 이베이
- 경매
- 신세계그룹
- 이마트